# جاستیس وینزلو
جاستیس وینزلو (انگلیسی: Justise Winslow، زاده ۲۶ مه ۱۹۹۶) یک بازیکن بسکتبال اهل ایالات متحده آمریکا است.
وی سابقه بازی در تیم‌هایی همچون میامی هیت را در کارنامه دارد.